# 山本浩三
山本 浩三（やまもと こうぞう、1936年 - ）は日本の建築家。

## 経歴
鳥取県生まれ。1960年に東京大学工学部建築学科卒業。東京大学大学院数物系研究科に進学し、丹下健三研究室在籍。1962年に修士課程修了。丹下健三設計事務所URTECに入る。1988年取締役、パリ事務所所長、副社長を経てURTECを退職。
その間、20数カ国の海外プロジェクトに携わる。
1988年に山本浩三都市建築研究所設立。1990年から1994年まで、因幡万葉歴史館を設計。1990から1993年まで、オーチャード通りコマーシャルセンター（シンガポール）を設計。1992から1995年まで、わらべ館を設計。1993から1998年まで、ソフィテル・ウェストレイク国際ホテル（ハノイ）設計。1998から1999年まで、在日サウジアラビア大使館を設計。2005年から2010年まで、林町住宅建て替え・エクアス小石川林町を設計。

## 参考
脚注
1. ↑  美しい日本のまちづくりにむけて建築家のできること-35年の海外経験をとおして思うこと-
2. ↑  拡張型博物館 建築思潮研究所 - 2002

文献
- 建築ジャーナル 建築集 山本浩三都市建築研究所(東京都中央区) 2011年5月
- 日経アーキテクチュア：1997年11月3日号